# Estela de la Reina Tetisheri
La Estela de la Reina Tetisheri es un monolito funerario (o cenotafio) de roca caliza erigido por Amosis I, fundador de la dinastía XVIII, en su complejo mortuorio. Como su nombre lo indica está dedicado a su abuela, la reina Tetisheri, Gran Esposa Real de Senajtenra Ahmose y, como tal, abuela tanto de Amosis como de la esposa de éste, la reina Ahmose-Nefertari.

## Descubrimiento
La estela fue descubierta en 1903 por Charles Trick Currelly, arqueólogo canadiense que fuera parte de la expedición que Flinders Petrie llevara a cabo para el Fondo para la Exploración de Egipto. C. T. Currelly se encontraba en Abidos, Egipto realizando las excavaciones de la tumba de Sesostris III de la dinastía XII cuando dio con el centro de culto de Amosis. La estela fue extraída del santuario de la propia Tetisheri que formaba parte del mismo.

## Descripción

### Luneta
La parte superior de la estela, la luneta, muestra una escena simétrica en la que el rey Amosis presenta ofrendas a Tetisheri (a la que se ve sentada en un trono) y cuyo nombre se encuentra dentro de algunos cartuchos.  Ambas escenas, la izquierda y la derecha, muestran variantes de la mesa de ofrendas, de la posición de los brazos de Tetisheri como así también de los de Amosis.
El texto en múltiples columnas de la luneta es el mismo en ambos lados. El libro guía del Museo de El Cairo expone los dos cartuchos, un serej de Amosis y una foto en blanco y negro de la estela. El nombre de Amosis es traducido de la siguiente forma: 
"Nacido (de la) Luna,-(Luna-nato) 
Señor de la fuerza de Ra, 
Horus, toro victorioso en Tebas." 
("Aah.ms, Neb.pehty.ra, Hr.ka.nht.m.uast")
("Aah.ms-s, Neb.peht-t.ra, Hr.ka.nht.m.uast")
 'Luna-nato(Aah-Mes-S), (La más grande) fortaleza del Señor Ra,
"Horus-el-más-poderoso de Uaset' -(=Was.t)

### Parte inferior
Además de la representación de Tetisheri en la luneta, su nombre también aparece en el texto de la parte inferior que contiene la narración. El nombre de Nefertari también se observa, dado que es con ella con quien dialoga Amosis acerca de la realización de construcciones y ofrendas para Tetisheri. En este texto se pueden distinguir tres partes (los números entre paréntesis indican por aproximación la línea correspondiente del registro):

Introducción

(1) Ahora, ha sucedido que su majestad sentado en la sala de audiencias, Rey del Alto y Bajo Egipto, Nebpehtare, Hijo de Ra, Ahmosis I, que le ha dado vida; (2) junto a la princesa heredera, grande en favores, grande en consideración, hija del rey, hermana del rey, divina consorte, gran esposa real, Ahmosis-Nefertari, quien ha vivido con su majestad.

La conversación

Uno habló (3) con el otro, buscando protección para la (fallecida) ya ida, para presentar libaciones de agua, para ofrecer en el altar, (4) para enriquecer la mesa de las ofrendas al principio de cada estación, al festival mensual del principio del mes, el festival del advenimiento del sem, (5) el festival de las ofrendas nocturnas del quinto del mes, el festival del sexto del mes, el festival de Hakor, el festival de Wag, el festival de Thoth, y en el primero (6) de cada estación del cielo, y de la tierra. Su hermana habló y le respondió: ¿Dónde más ha sido esto recordado? (7) ¿Y por qué ha sido esta palabra hablada? ¿Qué ha venido a tu corazón?

El propósito de Amosis

El rey mismo le habló: “Yo, (8) el que es, el que recuerda la madre de mi madre, y la madre de mi padre, la gran esposa del rey y madre del rey, Tetisheri, triunfante. (9) (Aunque) ella ya tiene una tumba y una capilla mortuoria en el suelo de Tebas y Abydos, yo le dije, en (10) mi majestad, que he deseado hacerle (también) una pirámide y una casa en Tazeser, como monumental donación de mi majestad. Su lago será cavado, sus árboles serán plantados, (11) sus ofrendas serán fundadas, equipadas con gente, enriquecidas con tierras, presentados (12) los ganados, sacerdotes funerarios y sacerdotes rituales teniendo sus deberes, cada hombre conociendo lo estipulado.
(13) Mira, su majestad hablé esta palabra, mientras esto estaba en proceso de construcción. Su majestad hizo (14) esto porque él la ama enormemente, más allá de todo. Nunca ninguno de los reyes pasados gustó de hacer algo semejante por (15) sus madres. Mira, su majestad extendiendo su brazo, y reclinando su mano; él pronunciando para ella un rezo funerario...